# Batalla de Wolgast
La batalla de Wolgast fue un enfrentamiento que tuvo lugar el 2 de septiembre de 1628 durante la Guerra de los Treinta Años cerca de Wolgast, Ducado de Pomerania, Alemania.
Las fuerzas danesas de Cristián IV de Dinamarca habían tocado tierra en Usedom y en la costa continental adyacente, expulsando a las tropas de ocupación imperiales. Un ejército imperial comandado por Albrecht von Wallenstein abandonó el asedio a Stralsund para salir al encuentro de Cristián IV. Finalmente, las fuerzas danesas fueron derrotadas. Cristián IV y una parte de su fuerza de invasión logró escapar en barco.

## Preludio
Cristián IV de Dinamarca había comenzado su intervención en la Guerra de los Treinta Años invadiendo el Sacro Imperio Romano Germánico en 1625.  Pese a que inició su campaña en forma exitosa, su suerte comenzó a cambiar cuando su ejército fue derrotado en la Batalla de Dessau y la Batalla de Lutter am Barengerge en 1626. En los meses siguientes, las tropas danesas se vieron forzadas a abandonar los territorios que habían tomado del Imperio y partes de Dinamarca misma, y a retirarse a las Islas Danesas, mientras el ejército imperial de Albrecht von Wallenstein procedía a ocupar la Planicie norte alemana.
El Ducado de Pomerania, en el cual Wolgast estaba ubicado, capituló en Franzburgo en noviembre de 1627. El Mar Báltico, no obstante, se mantuvo bajo control danés debido a que el Imperio no contaba con una marina. A Wallenstein se le entregó el Ducado de Mecklemburgo en enero, y fue promovido a "General de los Mares Bálticos y Oceánicos" en abril de 1628, y junto con España hizo planes para la formación de una marina imperial en el Báltico. Dinamarca y Suecia reaccionaron aliándose, también en abril. El puerto pomeranio de Stralsund, a unos 70 kilómetros de Wolgast, rehusó aceptar la Capitulación de Franzburgo y resistió con éxito el asedio de Wallenstein con apoyo de Dinamarca y Suecia. Además del apoyo a Stralsund, Cristián IV recurrió a una estrategia de combates anfibios, usando su superioridad naval para realizar asaltos en Fehmarn y Eckernförde, y para destruir las construcciones navales en Ålborg, Greifswald y Wismar, todas bajo control imperial.

## La batalla

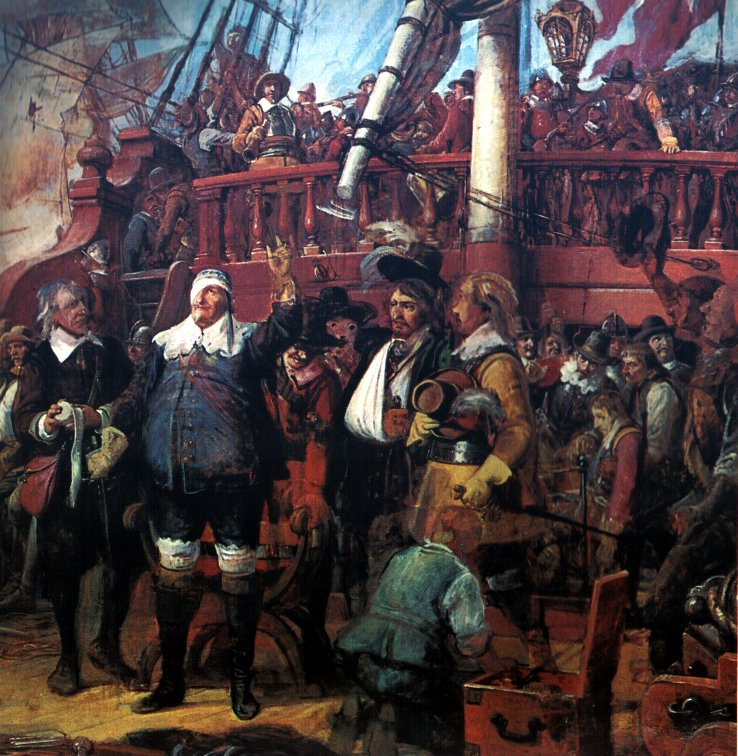
Cristián IV de Dinamarca con su marina. Este cuadro de Vilhelm Marstrand lo muestra en la Batalla de Colberger Heide en 1644.

El 11 de agosto, Cristián IV de Dinamarca junto a 7000 hombres desembarcaron en Usedom, separado del pueblo de Wolgast por el estrecho de Peenestrom, y ocuparon la isla. En la entrada del estrecho, las fuerzas de ocupación habían estado construyendo una fortificación de tierra en Peenemünde, la cual fue capturada por las tropas de Cristián IV.
El 24 de agosto, tomaron Wolgast sin resistencia alguna. Luego de que la guarnición imperial fuera expulsada, Cristián IV fue recibido con un amplio apoyo de la población local para convertir a Wolgast en una fortaleza como Stralsund. A esas alturas, los refuerzos que venían desde Suecia se encontraban en camino.
Cristián IV entonces se prestó a esperar a Wallenstein, que se había retirado del asedio de Stralsund y se dirigía hacia el este para hacer frente a la fuerza danesa. El campo de batalla que Cristián escogió estaba a poca distancia al oeste del pueblo y asegurado por la costa y pantanos.
Cristián IV tenía 5000-6000 soldados en el campo de batalla, incluyendo 1500 jinetes de caballería y unos 400 escoceses del regimiento de Donald Mackay. La infantería estaba organizada en seis regimientos.  Wallenstein avanzó con unos 7000 a 8000 soldados, formados en 33 compañías de infantería, 20 compañías de coraceros y 11 cañones.
Wallenstein atacó el 2 de septiembre. Destruyó el flanco danés, matando a 1000 soldados de Cristián IV y capturando a otros 600. A partir de allí, pudo recuperar el pueblo, donde 500 soldados daneses aislados del ejército principal no tuvieron otra opción que rendirse. Así fue que Wolgast, el lugar de residencia de los duques pomeranios, fue quemada y saqueada. Solo la llegada de la noche permitió a Cristián IV y algunas de sus tropas retirarse y abordar sus navíos.

## Consecuencias

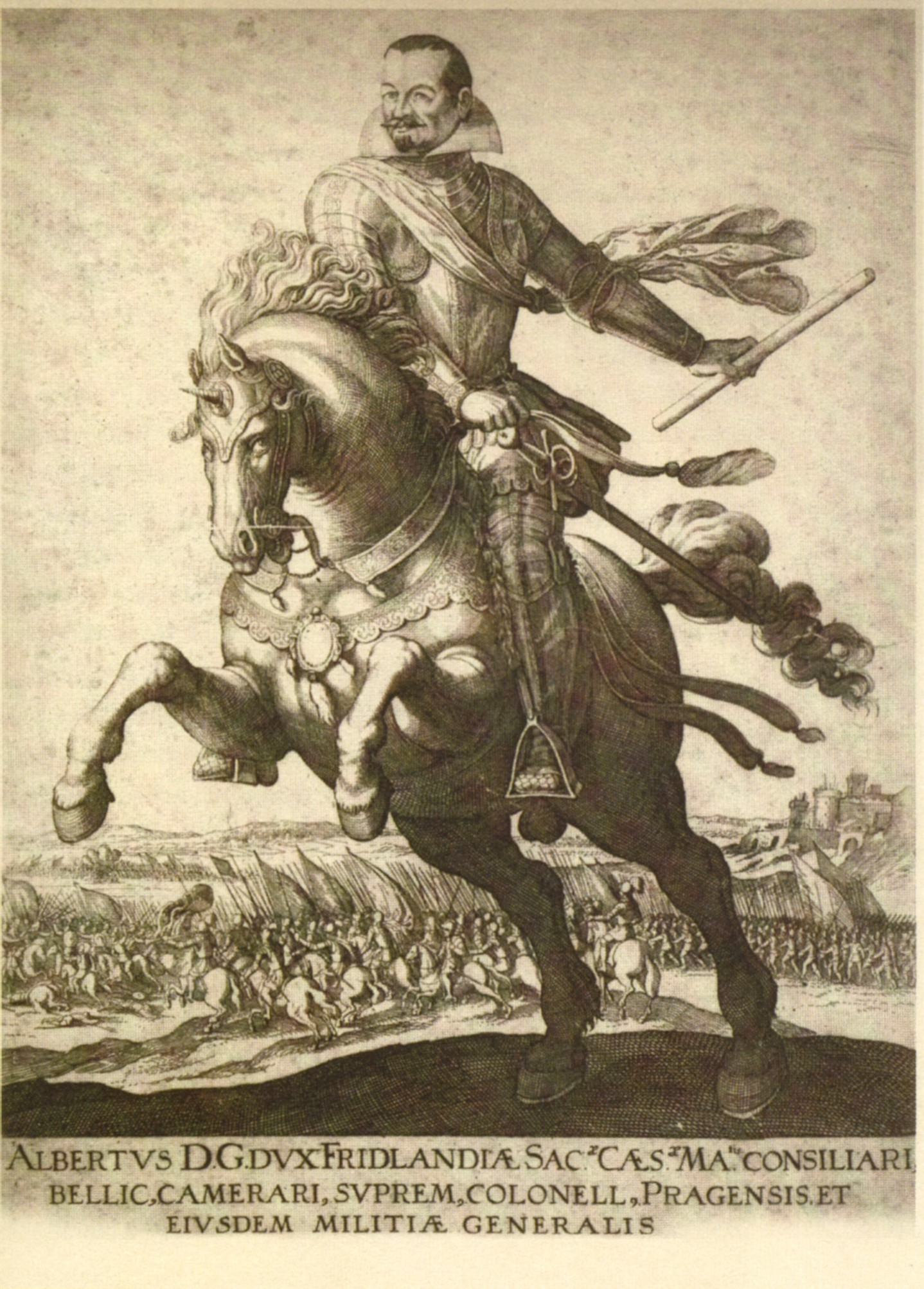
Albrecht von Wallenstein en caballo

La batalla fue la última entre Cristián IV y el Sacro Imperio Romano Germánico. La derrota en Wolgast, la culminación de la operación más importante de la serie de asaltos anfibios daneses de 1628, fue el factor decisivo que llevó a Cristián IV a negociar la Paz de Lübeck con Fernando II de Habsburgo. Por otro lado, Wallenstein también necesitaba la paz: Las campañas de Cristián IV fueron un éxito en la medida que mantuvieron ocupadas a las fuerzas imperiales en otros lugares, y con respecto a Dinamarca, esta fue una de sus principales motivaciones para los asaltos. Además, la alianza dano-sueca que se formó constituía una amenaza real a las victorias de Wallenstein en el norte de Alemania.  Por eso, la Paz de Lübeck devolvía a Cristián IV todas sus posesiones anteriores al inicio de la guerra, mientras que él prometía no volver a intervenir en el Imperio.
Después de que Albrecht von Wallenstein hubiera perdido gran parte de su reputación en la Batalla de Stralsund, la victoria en Wolgast aplazó su destitución. Aunque Fernando II había ordenado a Ramboldo, Conde de Collalto que redujera el ejército de Wallenstein, la idea de destituirlo fue abandonada.

En 1630, Gustavo II Adolfo empezó la invasión sueca del Sacro Imperio Romano Germánico desembarcando en Usedom, cerca de Wolgast- en el mismo lugar donde lo había hecho Cristián IV anteriormente. Los defensores imperiales de Wolgast, a cargo desde la batalla de 1628, fueron derrotados el 7 de agosto de 1630 en el pueblo, y el 25 de agosto en el castillo de Wolgast. Gustavo II Adolfo murió mientras sus éxitos se hacían más duraderos, y retornó en un ataúd a Wolgast el 15 de julio de 1633, cuando su cuerpo fue embarcado para su traslado final a Suecia.